# Trachinus pellegrini
Trachinus pellegrini is een straalvinnige vissensoort uit de familie van pietermannen (Trachinidae). De wetenschappelijke naam van de soort is voor het eerst geldig gepubliceerd in 1937 door Cadenat.